# OptimFROG
OptimFROG est un codec de compression audio sans perte connu pour ses ratios de compression très élevés qui sont parmi les meilleurs obtenus pour de la musique.
Sa seule implémentation est propriétaire, mais compatible avec plusieurs lecteurs audio, sous Windows comme sous Linux. Il n'existe pas de spécification du format pour permettre d'autres implémentations.
OptimFROG utilise des métadonnées au format ID3v1 ou APEv2.

## Algorithmes
OptimFROG utilise la « décorrélation stéréo généralisée » (une technique introduite par son auteur en 2001) et un algorithme prédictif symétrique qui permet d'obtenir de bons ratios de compression mais est limité en matière de vitesse, tant à la compression qu'à la décompression.

## DualStream
DualStream est une fonctionnalité d'OptimFROG permettant d'effectuer une compression avec pertes de données audio, avec création d'un fichier d'erreurs pouvant être combiné au fichier compressé pour retrouver les données originales (c'est-à-dire sans perte).